# Western Sydney University
Western Sydney University er et offentligt forskningsuniversitet i den vestlige del af Sydney i Australien. Det blev grundlagt i 1989 som University of Western City ved en sammenlægning af Nepean College of Advanced Education og Hawkesbury Agricultural College. Universitetet skiftede i 2015 navn til Western Sydney University.
Western Sydney University har campusområder i Bankstown, Blacktown, Campbelltown, Hawkesbury, Liverpool, Parramatta og Penrith, som alle ligger i det vestlige Sydney. Derudover har universitet et campus i den indonesiske by Surabaya.